# Histoire du vin au Portugal

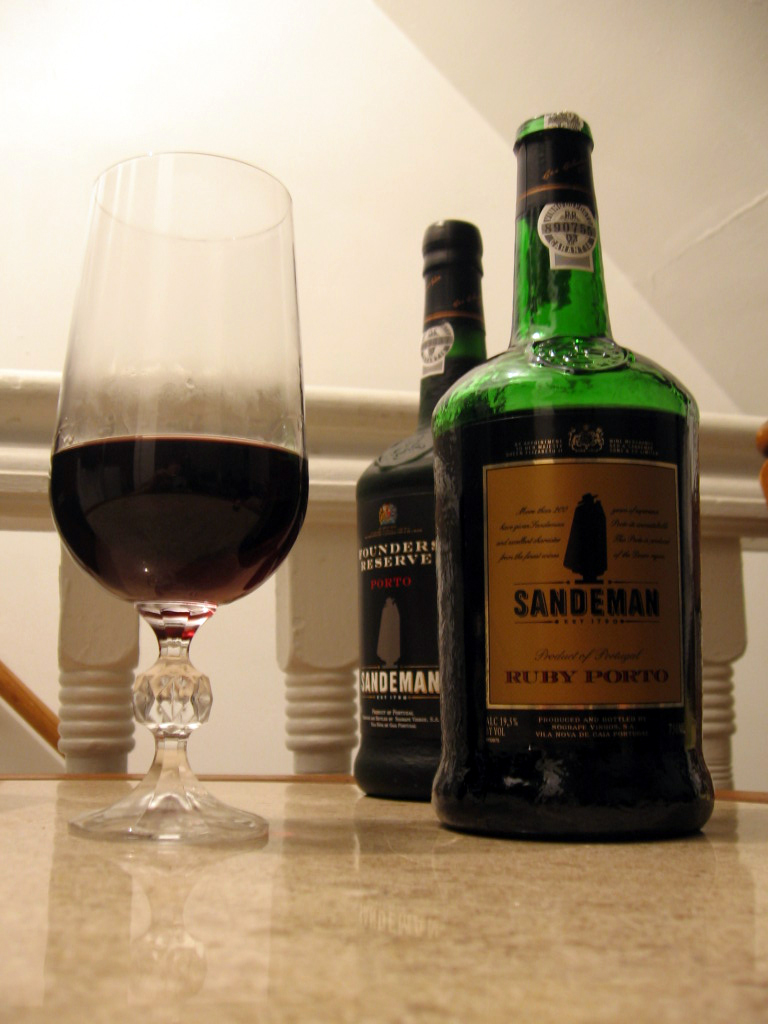
Le Porto est l'un des vins les plus connus et les plus réussis de l'histoire du vin portugais.

Vous pouvez aider à l'améliorer ou bien discuter des problèmes sur sa page de discussion.
- Son texte doit être wikifié : il ne correspond pas à la mise en forme Wikipédia (style, typographie, liens internes, liens entre les wikis, etc.). (Marqué depuis janvier 2023)
- La traduction doit être revue. Le contenu est difficilement compréhensible à cause d’erreurs de traduction, peut-être dues à l’utilisation d’un logiciel de traduction automatique. (Marqué depuis janvier 2023)
- La traduction est incomplète. (Marqué depuis janvier 2024)

L'histoire du vin au Portugal, a été façonnée par l'isolationnisme relatif du Portugal sur le marché mondial du vin, à l'exception de ses relations avec le Royaume britannique. Le vin est produit au Portugal depuis au moins 2000 avant Jésus-Christ, lorsque les Tartessiens ont planté des vignes dans les vallées du sud du Sado et du Tage. Au Xe siècle av. J.-C., les Phéniciens sont arrivés et ont introduit de nouveaux cépages et techniques de vinification dans la région. Jusqu'à cette période, la viticulture était essentiellement centrée sur les zones côtières du sud du Portugal. Au cours des siècles suivants, les Grecs de l'Antiquité, les Celtes et les Romains feraient beaucoup pour répandre la viticulture et la vinification plus au nord.
Les vins portugais ont pour la première fois été expédiés en Angleterre au XIIe siècle depuis la région d'Entre Douro e Minho (qui comprend aujourd'hui des régions viticoles portugaises modernes telles que le Douro et le Vinho verde). En 1386, le Portugal et l'Angleterre ont signé le Traité de Windsor qui a favorisé l'établissement de relations diplomatiques étroites entre les deux pays et a ouvert la porte à de vastes possibilités commerciales. La production de vin portugais a été multipliée par cinq entre la fin du XVIIe siècle et le début du XVIIIe siècle, en raison d'une hausse soudaine de la demande au Portugal, dans ses possessions d'Outre-Mer et en Grande-Bretagne. Le traité de Methuen de 1703 a fait progresser les intérêts économiques anglais au Portugal, en réduisant les tarifs douaniers et en accordant aux vins portugais un traitement préférentiel sur le marché du vin britannique par rapport aux vins français. À cette époque, le vin fortifié connu sous le nom de porto gagnait en popularité en Grande-Bretagne. Le commerce lucratif du porto a incité les autorités portugaises à établir l'une des premières appellations d'origine protégées au monde lorsque Sebastião José de Carvalho e Melo, marquis de Pombal a établi des limites et des réglementations pour la production de porto authentique du Douro en 1756,.
Pendant les siècles suivants, les vins portugais ont été associés au Porto (et, dans une certaine mesure, au Madère, qui était une boisson populaire des colonies britanniques du monde entier, comme les colonies américaines). Du milieu à la fin du XXe siècle, les marques de rosés doux et légèrement pétillants du Portugal (Mateus et Lancers étant les plus importants) sont devenues immensément populaires dans le monde entier, le marché britannique du vin étant à nouveau en tête. Au milieu des années 1980, l'entrée du Portugal dans l'Union européenne a entraîné un afflux de financements et de subventions à l'industrie viticole portugaise stagnante. Ces nouveaux investissements ont ouvert la voie à la modernisation des technologies et des installations de vinification. L'intérêt renouvelé pour l'abondance de cépages portugais uniques a permis de se concentrer sur une production de vin de qualité supérieure, avec un portefeuille de vins rouges et blancs secs uniques, commercialisés à l'échelle mondiale.

## Les origines

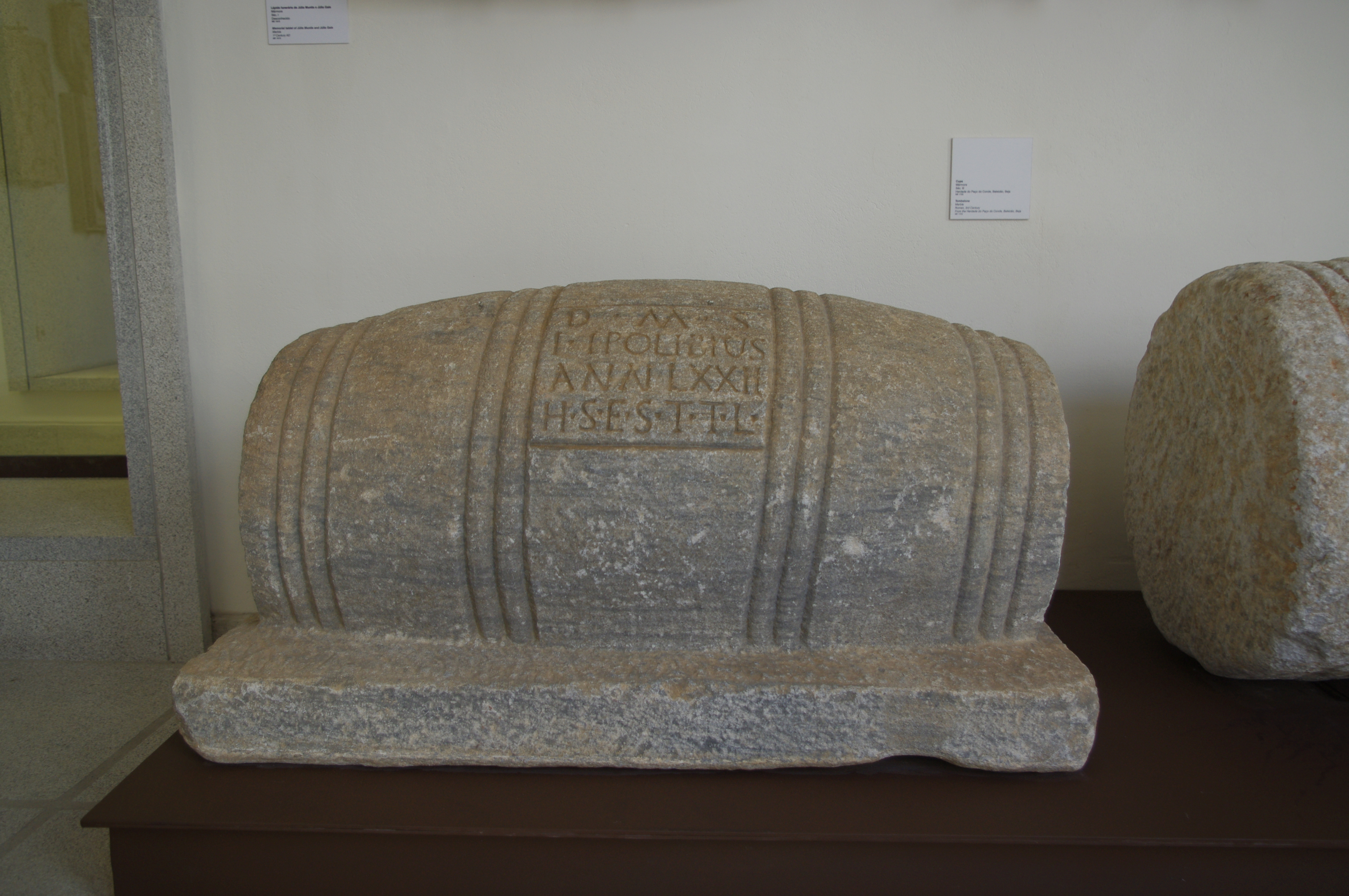
"cupa", pierres tombales romaines en forme de barriques de vin en bois, elles étaient utilisées pour identifier les tombes des vignerons au IIIe siècle après Jésus-Christ en Alentejo, une région déjà célèbre pour ses vins, Museu de Évora.

La viticulture existe sur la Péninsule Ibérique (composée de l'Espagne et le Portugal modernes) depuis des milliers d'années. Les Tartessiens auraient cultivé les premières vignes dans le vignoble du Tage vers 2000 avant Jésus-Christ. Lorsque les Phéniciens atteignirent la région, au Xe siècle av. J.-C., ils apportèrent avec eux des cépages et des techniques de vinification du Moyen-Orient et de Carthage. Les colons grecs anciens qui se sont installés au VIIe siècle av. J.-C., ont fait progresser la viticulture dans le sud du Portugal et ont laissé des preuves de leur influence. Dans la zone autour de la ville actuelle d'Alcácer do Sal, les archéologues ont découvert de nombreux morceaux de cratères ou de vases grecs utilisés pour diluer le vin avec de l'eau, ce qui prouve que les Grecs buvaient du vin portugais local.
Lorsque les Romains atteignirent le Portugal, ils nommèrent la région Lusitania en l'honneur de Lusus, le fils du dieu romain du vin Bacchus. Comme ils l'avaient déjà fait auparavant en Italie, en France, en Allemagne et en Espagne, les Romains ont beaucoup fait pour développer et promouvoir la viticulture dans leurs colonies au Portugal. Les vins étaient produits sur tout le territoire, tant pour la consommation locale que pour l'exportation vers Rome. Les vignobles s'étendaient plus au nord et à l'intérieur des terres, ils étaient fermement établis dans des endroits comme le Douro à la fin de la domination romaine. Après la chute de l'Empire romain, les tribus barbares locales ont maintenu la tradition et la pratique de la viticulture dans la région. Au milieu du IXe siècle apr. J.-C., Ordoño, le roi gothique des Asturies (dans ce qui est aujourd'hui le nord de l'Espagne), accorda des vignobles et des privilèges de propriété autour de Coimbra à un ordre chrétien monastique de la région. Alors que la plupart des récits d'historiens sur l'histoire du vin, selon les règles romaines, suggèrent que l'Église chrétienne a pris l'initiative de préserver la viticulture dans l'ancien empire romain, les preuves suggèrent que, au moins au Portugal, les autorités au pouvoir ont joué un rôle important.

## Relation avec l'Angleterre

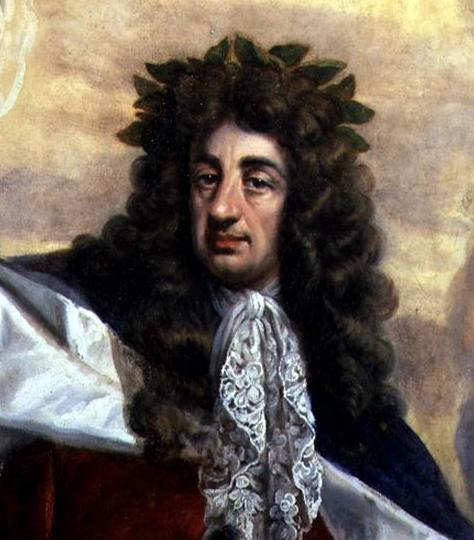
La fortune de l'industrie vinicole portugaise a été fortement influencée par la politique et les conflits en Angleterre, comme lorsque le Parlement anglais a décrété un embargo sur toutes les importations de vin français, afin de limiter les revenus de Charles II (photo). À la recherche d'une source alternative au vin, les marchands de vin anglais ont commencé à importer de grandes quantités de vin portugais.

La condition climatique de Angleterre, un pays au climat frais, a rendu le pays défavorable à la viticulture, faisant du pays un marché favorable aux vins importés; sa proximité avec la France, a fait des vins français une source naturelle. L'approvisionnement a parfois été menacé par des conflits politiques et militaires entre les couronnes anglaise et française. De nouvelles sources ont dû être trouvées, comme les vins du Portugal. Il existe des documents détaillant les expéditions de vin portugais de la région du Minho vers l'Angleterre dès le XIIe siècle. Ces vins, y compris ceux de la région humide du nord de l'actuel Vinho Verde, étaient souvent légers et astringents, avec une acidité notable. Malgré cette nouvelle source, la variété des vins français (en particulier ceux de Bordeaux) pour les buveurs de vin anglais prévalait.
En 1386, les Portugais et les Anglais signaient le traité de Windsor. Ce pacte de soutien mutuel a favorisé une alliance diplomatique solide entre les deux pays (et était toujours valable et applicable en 2009). Au cours des siècles suivants, à chaque fois que l'Angleterre était en conflit avec d'autres puissances européennes (notamment la France), le Portugal et ses nombreux vignobles étaient là pour combler le vide causé par l'interruption du commerce. Le vin portugais a également servi de monnaie d'échange dans la politique anglaise. En 1679, le Parlement anglais interdit toute importation de vin français afin de limiter les revenus tarifaires de Charles II et de le forcer à venir se présenter au Parlement, et ainsi, lui demander directement des fonds. Charles et les marchands de vin anglais se tournèrent à nouveau vers le Portugal, augmentant considérablement les importations de vins portugais, qui passèrent de 427 tonneaux en 1678 à une moyenne de plus de 14 000 tonneaux (soit l'équivalent de 16 millions de litres) par an, en 1685. Cependant, il est très probable que tous ces tonneaux importés n'étaient pas vraiment des vins portugais, car certains marchands de vin ont réussi à contourner l'embargo français sur le vin, en expédiant leurs marchandises dans des tonneaux à vin portugais avec de faux documents.
Si le marché anglais du vin était lucratif, la relation était essentiellement monopolistique, la grande majorité du contrôle étant entre les mains des marchands de vin anglais. Les viticulteurs et producteurs de vin portugais avaient peu d'autres voies de commerce avec d'autres pays, les prix étaient donc largement dictés par les Anglais. Le Traité de Metheun de 1703 a d'autant plus renforcé l'intérêt des Anglais pour les vins portugais. Ce traité a établi un système de tarifs préférentiels pour le vin portugais, au détriment des vins d'autres pays. Il spécifie que les droits de douane des vins portugais ne doivent jamais dépasser les deux tiers de ceux prélevés sur les vins français. À l'époque, les prélèvements sur les vins français équivalaient à peu près à 20 £ par baril, tandis que les prélèvements sur les vins portugais tombaient à environ 7 £ par baril. En 1717, les vins portugais représentaient plus de 66 % de tous les vins importés en Angleterre, tandis que les importations de vins français ne représentaient plus que 4 %.
Au cours de cette période, les vins fortifiés portugais, tels que le Porto et le Madère, gagnaient en popularité sur le marché anglais/britannique. Dans l'Atlantique, l'île de Madère contrôlée par les Portugais, était une étape commerciale essentielle pour les colonies britanniques du Nouveau Monde et d'ailleurs. Le processus de fortification a été découvert pour améliorer la saveur et la stabilité des vins lors de ces longs voyages en mer. Le vin de Madère est devenu particulièrement populaire dans les colonies américaines, avec un marché établi qui a continué à prospérer même après que les colonies aient obtenu leur indépendance de la Grande-Bretagne.

### L'essor du Porto

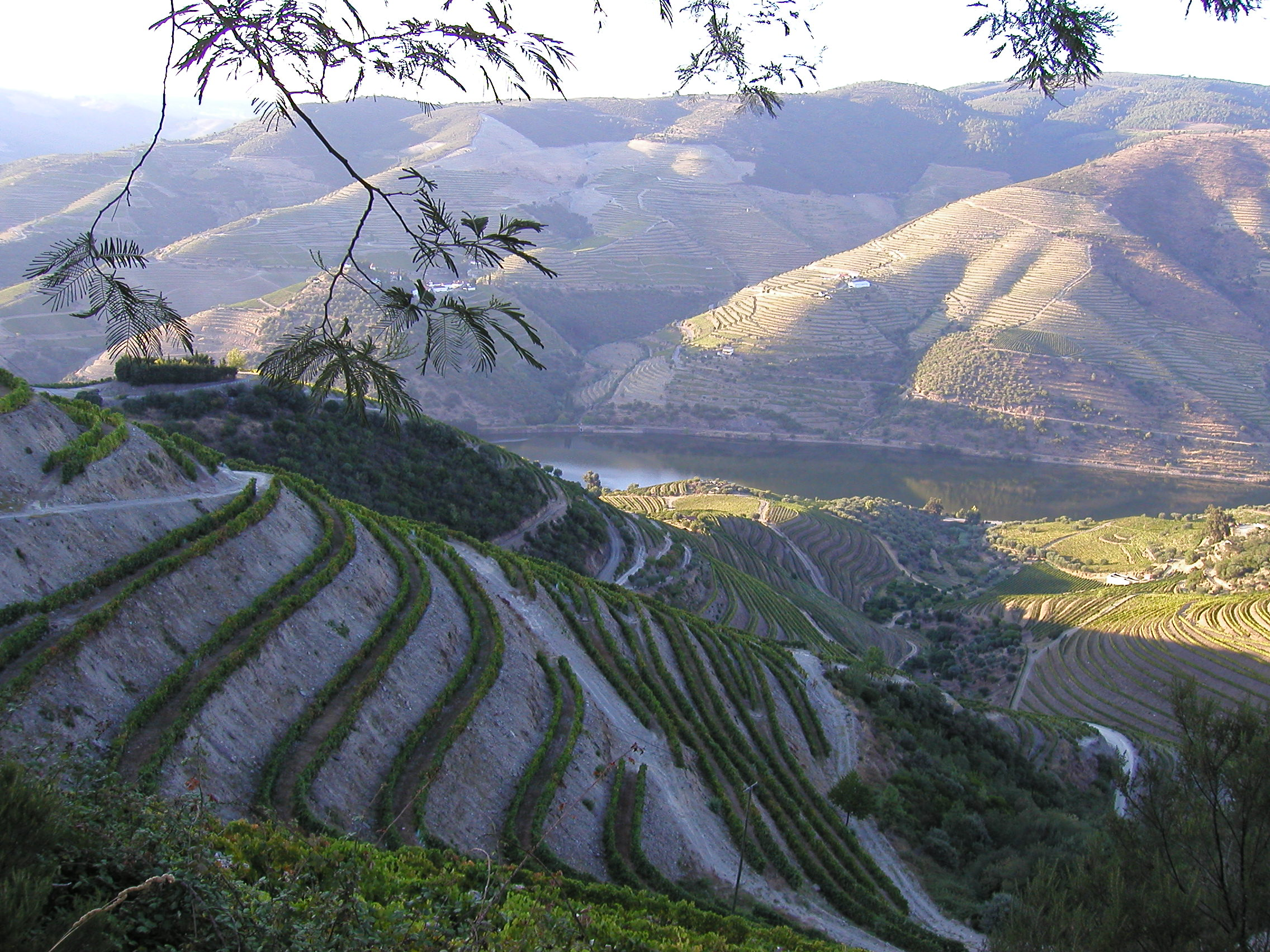
Au XVIIe siècle, les Anglais ont découvert un nouveau style de vin dans les vignobles escarpés de la vallée du Douro.

De tous les vins les plus étroitement associés au Portugal, et le plus représentatif de l'immense influence que les Britanniques ont exercée sur l'industrie vinicole portugaise, c'est le Porto. La relation est si étroite que l'écrivaine viticole Karen MacNeil note que « si le Portugal est la mère du porto, la Grande-Bretagne est certainement son père ». Bien qu'il existe de nombreuses théories sur l'origine du vin fortifié connu sous le nom de Porto, l'une des plus répandues est celle de la visite, en 1678, de marchands de vin anglais dans un monastère de la ville portugaise de Lamego, située le long du fleuve Douro. À la recherche de nouveaux vins à expédier en Angleterre, les marchands rencontrèrent un abbé à Lamego qui produisait un style de vin que les marchands n'avaient jamais rencontré auparavant. Alors que la fortification du vin était connue depuis des siècles, l'alcool de raisin fortifié était généralement ajoutée après la fermentation, lorsque le vin était déjà fermenté à sec. L'abbé de Lamego fortifiait son vin pendant la fermentation, ce qui avait pour effet de tuer les cellules de levure actives et de laisser le vin avec des niveaux élevés de sucre résiduel. Cette méthode produisait un vin alcoolisé très fort, avec des niveaux de sucrosité perceptibles, qui a eu beaucoup de succès sur le marché du vin anglais.
En 1693, au milieu d'un autre conflit avec les Français, le roi Guillaume III d'Angleterre a imposé des niveaux de taxation punitifs sur les importations de vin français. Ce niveau de taxation très élevé a poussé encore plus de marchands de vin anglais vers le Douro. La popularité du porto, ou "blackstrap" comme on l'appelait parfois en raison de sa couleur sombre et de son astringence, a continué d'augmenter lorsque la guerre de Succession d'Espagne a pratiquement a mis fin à tout commerce de vin français avec les Anglais. Cette popularité croissante s'est également accompagnée d'une augmentation de la fraude et de la falsification du vin. Des producteurs peu scrupuleux ajoutaient du sucre et du jus de sureau au vin pour augmenter la teneur en alcool et rehausser la couleur à moindre coût. Diverses épices telles que le poivre noir, la cannelle et le gingembre étaient ajoutées pour donner au vin des saveurs supplémentaires. Des raisins cultivés dans d'autres régions du Portugal, même d'Espagne ont été transportés par camion à Porto et à Vila Nova de Gaia pour être présentés à tort comme un porto authentique du Douro. Lorsque la nouvelle du scandale se répand, les ventes et les importations de vin de Porto en Angleterre chutent de façon spectaculaire. Les importations passent de 116 000 hectolitres en 1728, à 54 900 hectolitres en 1756. La chute vertigineuse des prix est encore plus grave pour les producteurs de Porto.